# كارلز جي آر
كارلز جي آر (بالإنجليزية: Carl’s Jr.) بمعنى"الابن كارل"، هي مجموعة مختارة من المطاعم السريعة على الساحل الغربي للولايات المتحدة الساحل الغربي من الولايات المتحدة. بدأت مع كارل كارشر وتعود ملكيتها مطاعم كي.
وجدت كارشر بداية لها في إنتاج الغذاء من العديد من الكلاب الساخنة تقع في لوس انجليس. في 1945، بدأت كارشر مطعم أنهايم دعا كارل باربيك دريف-I. في عام 1956، افتتح كارتشر كارل الأول كارل، ثم سميه نسخة جديدة من سيارته في المطاعم. وصف المطعم في خدمته السريعة ولافتاته، وهو نجم مشرق أصفر اللون.
توسيع بسرعة الابن. كارل، ولديه حاليا 1000 موقع في الولايات ال 13، وكذلك المكسيك وغوام والفلبين. وتشمل الأطعمة المتطرفة تشيسبورجر لحم الخنزير المقدد الغربية مزدوجة ونصف دولار برغر، عندما دعا لأنه من الممكن أن الشيء نفسه سيكون من السطو واحد يكلف حوالي ستة دولار أمريكي في غرفة المعيشة.
1997، وجدت مطعم كي هاردي، سلسلة من المطاعم مع 2500 الأماكن على الساحل الشرقي. مع مرور الوقت، تحولت مطاعم هاردي إلى أكثر مثل كارل القليل منها، وذلك باستخدام نفس علم النجوم.